# 지오지 코노우시 콘로테

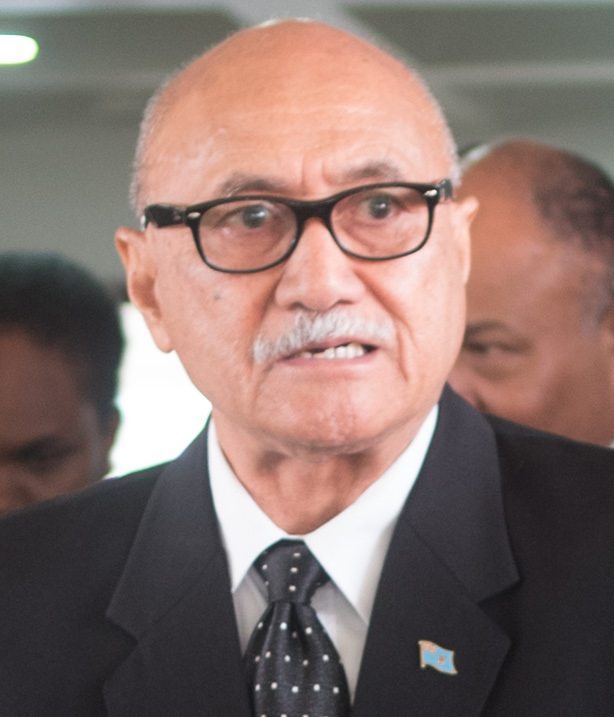
조지 콘로테

지오지 코노우시 "조지" 콘로테(Jioji Konousi "George" Konrote, 1947년 12월 26일~)는 피지의 정치인으로 소속 정당은 피지가 먼저다이다. 2015년 11월 12일부터 피지의 대통령을 역임하고 있다. 로투마섬 출신이다.